# Uithuizermeeden vasútállomás
Uithuizermeeden vasútállomás Hollandiában, Eemsmond községben, Uithuizermeeden településen.

## Vasútvonalak
Az állomást az alábbi vasútvonalak érintik:
- Sauwerd–Roodeschool-vasútvonal

## Kapcsolódó állomások
A vasútállomáshoz az alábbi állomások vannak a legközelebb:
- Uithuizen vasútállomás
- Roodeschool vasútállomás
- Roodeschool railway station